# Кларенс-Сентер (Нью-Йорк)
Кларенс-Сентер (англ. Clarence Center) — переписна місцевість (CDP) в США, в окрузі Ері штату Нью-Йорк. Населення — 2605 осіб (2020).

## Географія
Кларенс-Сентер розташований за координатами 43°0′30″ пн. ш. 78°37′51″ зх. д. / 43.00833° пн. ш. 78.63083° зх. д. (43.008425, -78.630815).  За даними Бюро перепису населення США в 2010 році переписна місцевість мала площу 5,85 км², уся площа — суходіл.

## Демографія
Згідно з переписом 2010 року, у переписній місцевості мешкало 2257 осіб у 780 домогосподарствах у складі 632 родин. Густота населення становила 386 осіб/км².  Було 803 помешкання (137/км²).
Расовий склад населення:
| - 94,6 % — білих - 2,4 % — азіатів - 1,1 % — чорних або афроамериканців - 0,1 % — корінних американців |

До двох чи більше рас належало 1,9 %. Частка іспаномовних становила 1,2 % від усіх жителів.
За віковим діапазоном населення розподілялося таким чином: 31,6 % — особи молодші 18 років, 55,0 % — особи у віці 18—64 років, 13,4 % — особи у віці 65 років та старші. Медіана віку мешканця становила 39,7 року. На 100 осіб жіночої статі у переписній місцевості припадало 96,4 чоловіків;  на 100 жінок у віці від 18 років та старших — 88,2 чоловіків також старших 18 років.
Середній дохід на одне домашнє господарство  становив 119 545 доларів США (медіана — 111 250), а середній дохід на одну сім'ю — 129 391 долар (медіана — 127 941). Медіана доходів становила 92 171 долар для чоловіків та 62 120 доларів для жінок. За межею бідності перебувало 0,7 % осіб, у тому числі 0,0 % дітей у віці до 18 років та 9,5 % осіб у віці 65 років та старших.
Цивільне працевлаштоване населення становило 1178 осіб. Основні галузі зайнятості: освіта, охорона здоров'я та соціальна допомога — 29,6 %, фінанси, страхування та нерухомість — 21,0 %, науковці, спеціалісти, менеджери — 13,0 %, виробництво — 8,4 %.